# Jo Ann Beard
Jo Ann Beard (Moline, 1955) è una scrittrice statunitense.

## Biografia
Ha compiuto gli studi all'Università dell'Iowa dove ha conseguito un Bachelor of Fine Arts e un Master of Fine Arts.
Nel 1996 il suo racconto - saggio The Fourth State of Matter sulla sparatoria di massa del 1991 all'Università dell'Iowa è stato pubblicato sul New Yorker ottenendo un buon riscontro di critica fino ad essere inserito da Robert Atwan del The Best American Essays tra i 10 migliori saggi statunitensi dal 1950.
Autrice di 4 raccolte di saggi e di un romanzo, insegna scrittura creativa al Sarah Lawrence College di Yonkers.

## Opere

### Saggi
- Le forze della terra[6] (The Boys of My Youth, 1999), Milano, Orville Press, 2023 traduzione di Milena Zemira Ciccimarra ISBN 9791281123069.
- Festival Days (2021)
- Cheri (2023)
- The Collected Works of Jo Ann Beard (2023)

### Romanzi
- In Zanesville (2011)

## Premi e riconoscimenti

### Vincitrice
Premi Whiting
- 1997 nella categoria "Saggistica"[7]

Guggenheim Fellowship
- 2005[8]

Premio Alex
- 2012 con In Zanesville[9]

Premio O. Henry
- 2018 con The Tomb of Wrestling[10]